# 지카노촌
지카노촌(近野村)은 와카야마현 니시무로군에 있던 촌이다. 현재의 다나베시 동부에 해당한다.

## 역사
- 1889년 4월 1일 - 정촌제 시행에 의해 3개의 촌의 구역을 가지고 성립하였다.
- 1956년 9월 30일 - 구리스가와촌, 후타가와촌과 합병해 나카헤치정이 성립하여, 동일 지카노촌은 폐지되었다.

## 참고문헌
- 角川日本地名大辞典 30 和歌山県